# Mesoleuca ruficilliata
Mesoleuca ruficilliata är en fjärilsart som beskrevs av Achille Guenée 1858. Mesoleuca ruficilliata ingår i släktet Mesoleuca och familjen mätare. Inga underarter finns listade i Catalogue of Life.